# Expertgruppen för forskning om regional utveckling
Expertgruppen för forskning om regional utveckling (ERU), senare Statens institut för regionalforskning (SIR), var en statlig svensk organisation som var verksam 1965–2000, från 1965 till 1993 som en statlig kommitté och från 1993 som en självständig myndighet.
Expertgruppen för forskning om regional utveckling inrättades 1965 i samband med att den moderna lokaliseringspolitiken infördes i Sverige. ERU:s uppdrag vara att ta fram kunskapsunderlag inom regionalpolitikens område.
1992 flyttades ERU från Stockholm till Östersund. 1993 blev ERU en egen myndighet. 1 januari 1996 ändrades namnet till Statens institut för regionalforskning.
Vid årsskiftet 2000/2001 upphörde SIR som myndighet och det nybildade Institutet för tillväxtpolitiska studier (ITPS) över verksamheten.

## Chefer
- Ingvar Ohlsson
- Bertil Löfberg

### Sekreterare för ERU
- Fil.dr. Sture Öberg[4]